# スギナモ
スギナモ（Hippuris vulgaris）は、オオバコ科に属する水生植物。シダ植物門のスギナに類似した形態をもつが、スギナモは被子植物であり、分類学的には全く異なる。
クロンキスト体系では単型のスギナモ科 (Hippuridaceae Link) に分類され、近縁のアワゴケ科とともにアワゴケ目に入れられていた。

## 分布
ヨーロッパ、ユーラシア大陸、北アメリカなどに分布。

## 形態

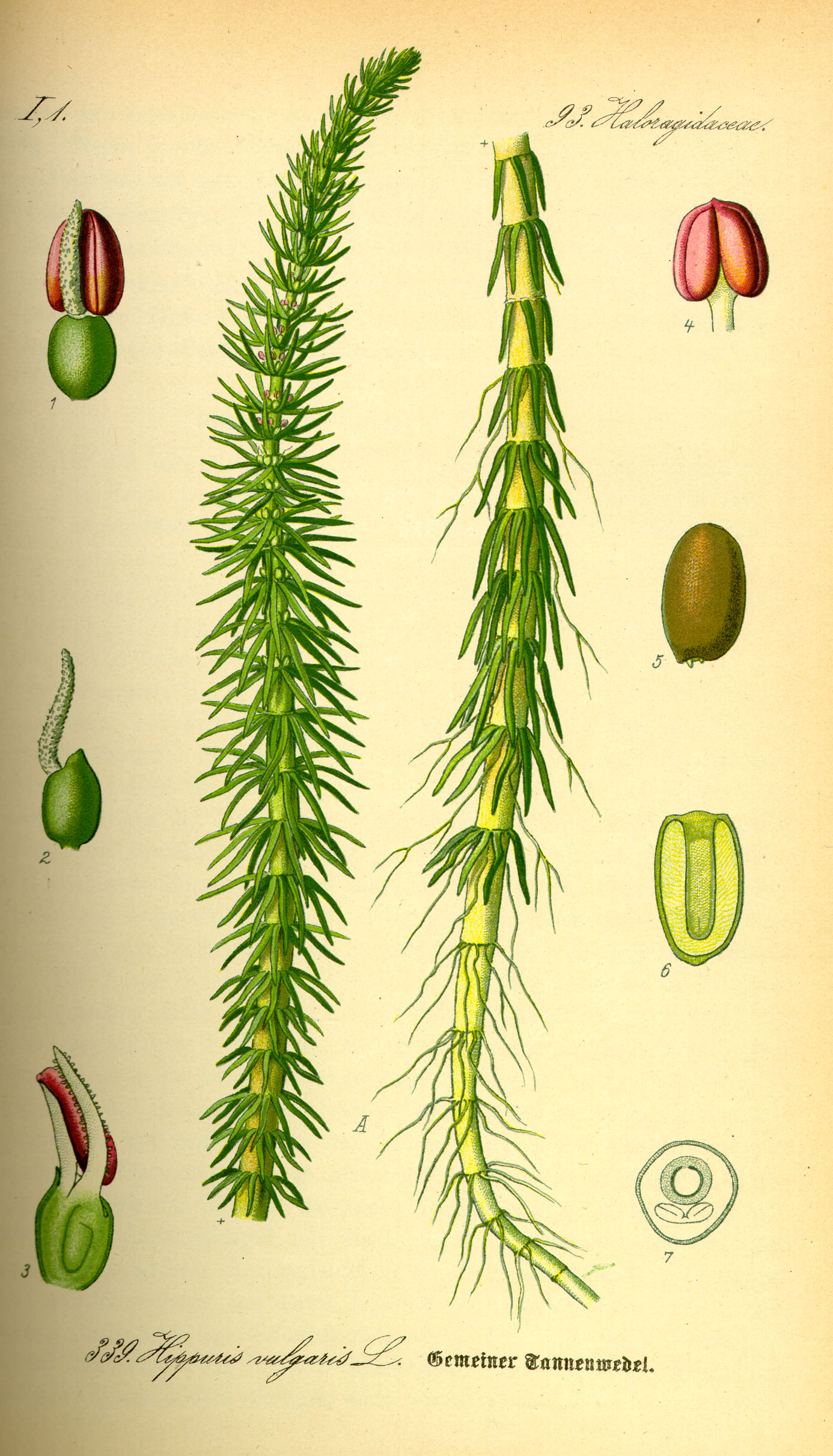
植物体、花、果実のイラスト

スギナモは、葉の形状を変化させて、水中と陸上で異なった形態をとって生育することが可能である。水中では薄くて面積が広く、気孔を持たない沈水葉となり、陸上では分厚くて面積が小さく、多くの気孔を持つ陸生葉となる。茎は最大60cm程度まで伸長する。水深の深いところでも生育可能であり、透明度の高い湖沼では水深6mの地点に生育している個体も確認されている。
葉は茎に6-12輪生する。葉は長さ1.0-3.5cm、幅0.3cmほど。花は葉腋につき、雄蘂1本・雌蘂1本から構成される。花被片は退化して目立たない。果実は先がややとがった卵形で、大きさは2-3mm。
染色体数は2n=32。

## 人間との関係
スギナモには止血効果があるとされ、煮汁などが消化性潰瘍の治癒に利用できるとされている。
一方で、大量に繁殖して水路を詰まらせてしまう雑草として扱われることもある。